# Мюнхвайлер-ан-дер-Альзенц
Мюнхвайлер-ан-дер-Альзенц (нем. Münchweiler an der Alsenz) — община в Германии, в земле Рейнланд-Пфальц. 
Входит в состав района Доннерсберг. Подчиняется управлению Виннвайлер.  Население составляет 1206 человек (на 31 декабря 2010 года). Занимает площадь 7,13 км².